# Rivière Douville
Rivière Douville är ett vattendrag i Kanada.   Det ligger i provinsen Québec, i den sydöstra delen av landet, 280 km norr om huvudstaden Ottawa.
I omgivningarna runt Rivière Douville växer i huvudsak blandskog. Trakten runt Rivière Douville är nära nog obefolkad, med mindre än två invånare per kvadratkilometer.